# Худяков, Пётр Николаевич
Пётр Николаевич Худяков (22 июля 1923 — 1993) — участник Великой Отечественной войны и полный кавалер ордена Славы.

## Биография
Родился 22 июля 1923 года в селе Межовка (ныне — Восточно-Казахстанская область, Казахстан) в крестьянской семье.
После получения начального образования устроился работать в местный колхоз.
В апреле 1942 года был призван в Красную Армию.
В боях Великой Отечественной войны с октября 1942 года. Служил в 344-м стрелковом полку, за время войны был ранен два раза.
В начале июня 1944 года Пётр Худяков вместе с поисковой группой, в районе населённого пункта Ростоки (Черновицкая область), взял в плен «языка». 15 июня 1944 года награждён орденом Славы III степени.
В конце сентября 1944 года вблизи горы Гесса (ныне Закарпатская область, Украина), одним из первых ворвался во вражеский окоп, автоматным огнём и гранатами, уничтожил вражеский пулемёт и около 10 солдат противника. 20 декабря 1944 года награждён орденом Славы II степени.
В конце марта 1945 года, во главе разведывательного отделения, вблизи населённого пункта Витув (Чехословакия), ворвался во вражеский окоп и взял в плен двух немецких солдат. Группа Худякова, сумела проделать 8 проходов в инженерных заграждениях противника. По представлению командования 4-го Украинского фронта Указом Президиума Верховного Совета СССР от 29 июня 1945 года награждён орденом Славы I степени.
Демобилизовался в 1947 году. После демобилизации вернулся в родные края, работал в колхозе заведующим молочнотоварной фермой.
Скончался в 1993 году.

## Награды
- орден Отечественной войны 1 степени (1985)[3];
- орден Славы I степени (29 июня 1945 — № 1365);
- орден Славы II степени (20 декабря 1944 — № 9801)[4];
- орден Славы III степени (15 июня 1944 — 79350)[5];
- медаль «За отвагу» (28 декабря 1943)[6];
- ряд прочих медалей.